# Wouters de Jauche
Wouters en Wouters de Jauche was een Zuid-Nederlandse adellijke familie.

## Joseph Wouters de Jauche
- Joseph Abraham Wouters de Jauche (Brussel, 15 oktober 1754 - 16 juli 1827) was een zoon van Jean-Baptiste Wouters en Marie-Françoise Hospies.  In 1816, onder het Verenigd Koninkrijk der Nederlanden, werd hij aangenomen in de erfelijke adel met vergunning om de Jauche aan zijn naam toe te voegen. Hij trouwde in 1797 met Sophie Le Comte (1765-1844), vrouwe van Jauche. Hij werd schepen van Brussel en lid van de Provinciale Staten van Zuid-Brabant.
  - Alexandre Wouters de Jauche (1799-1866) werd burgemeester van Blaasveld. Hij trouwde met Jeanne Wauters (1804-1874). Ze kregen een zoon die jong stierf en drie dochters.

## Charles Wouters
- Charles Joseph Wouters (Brussel, 17 maart 1798 - 13 maart 1881), zoon van Jean-Jacques Wouters (broer van Joseph Wouters hierboven) en van Jeanne van der Schueren, werd in 1848 opgenomen in de erfelijke adel met de titel ridder, overdraagbaar bij eerstgeboorte. Hij werd provincieraadslid en burgemeester van Gooik.
  - Edouard Wouters (1830-1876) trouwde met Henriette Roberti (1827-1905). Ze kregen drie dochters. Hij was advocaat en werd volksvertegenwoordiger.

De familie Wouters en Wouters de Jauche zijn in 1943 uitgestorven.